# منى بنعبد الرسول
منى بنعبد الرسول (من مواليد 12 مايو 1984) مغربية للتايكوندو. فازت بالميدالية البرونزية في وزن خفيف (-63 كلغ) في بطولة العالم للتايكواندو 2001 في مدينة جيجو، كوريا الجنوبية.
مثلت بلدها في فئة 67 كلغ في أولمبياد بكين 2008.

## روابط خارجية
- منى بنعبد الرسول على موقع TaekwondoData.com (الإنجليزية)
- منى بنعبد الرسول على موقع اللجنة الأولمبية الدولية (الإنجليزية)
- منى بنعبد الرسول على موقع أوليمبيديا (الإنجليزية)